# Józef Wybicki (minister)
Józef Wybicki (ur. 3 września 1866 w Niewierzu, zm. 28 kwietnia 1929 w Toruniu) – polski lekarz, działacz niepodległościowy, polityk, minister, kawaler Orderu Virtuti Militari.

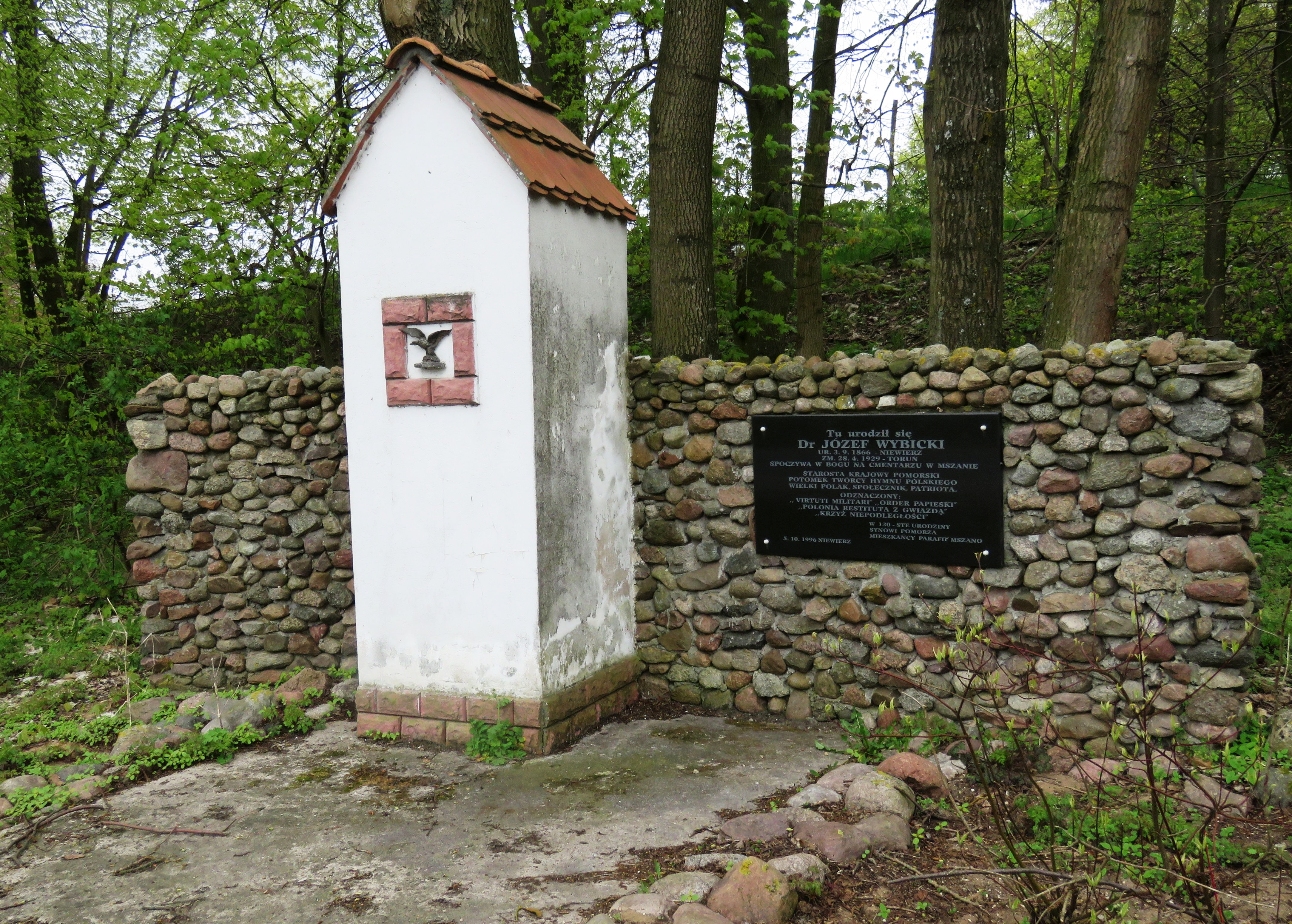
Pomnik upamiętniający Józefa Wybickiego w Niewierzu

## Życiorys
Po ukończeniu medycyny, którą studiował we: Wrocławiu, Lipsku i Berlinie, osiadł w Gdańsku. W 1918 w porozumieniu z Wojciechem Korfantym utworzył na Pomorzu Polską Organizację Wojskową. 14 listopada 1918 został podkomisarzem Naczelnej Rady Ludowej w Gdańsku. W kwietniu 1919 został na krótko aresztowany przez Niemców, po uwolnieniu musiał opuścić Gdańsk.
W 1920 mianowany na pierwszego starostę krajowego pomorskiego i był nim do 1921. W 1923 powrócił na stanowisko starosty krajowego i urzędem tym kierował do śmierci.
Od 22 października 1921 do 29 kwietnia 1922 był ministrem byłej dzielnicy pruskiej w dwóch rządach Antoniego Ponikowskiego.
W sierpniu 1925 współorganizował i został pierwszym prezesem Zarządu Instytutu Bałtyckiego.
Pochowany na cmentarzu parafialnym w Mszanie.

## Ordery i odznaczenia
- Krzyż Srebrny Orderu Wojskowego Virtuti Militari nr 7646 – 17 maja 1922[3][4]
- Krzyż Komandorski z Gwiazdą Orderu Odrodzenia Polski – 2 maja 1922[5][6]
- Krzyż Niepodległości – pośmiertnie 20 lipca 1932 „za pracę w dziele odzyskania niepodległości”[7]